# Manifiesto de Leiden
El conocido como manifiesto de Leiden (en inglés: Leiden Manifesto for research metrics, sigla LM) es un acuerdo de "diez principios básicos para guiar la evaluación de la investigación".  Apareció en el volumen 520, número 7548, de la revista Nature, el 22 de abril de 2015 y fue formulado por los profesores Diana Hicks y Paul Wouters en la 19ª Conferencia Internacional sobre Indicadores de Ciencia y Tecnología, celebrada del 3 al 5 de septiembre de 2014 en Leiden (Países Bajos). 
El manifiesto es una sencilla guía para combatir el mal uso de la bibliometría al evaluar los trabajos científicos. Otros ejemplos de bibliometría o cienciometría son el índice h, el factor de impacto o la llamada altmetrics. 

## Contexto
El manifiesto surgió de la creciente competitividad de la comunidad científica y universitaria, definida a veces como "obsesión por el Factor de impacto".  La autora principal del LM, Diana Hicks, esperaba que publicar en Nature expandiría las ideas ya comunes en la esfera de la cienciometría a la comunidad científica en general.  Aunque los principios del LM no son nuevos para los cienciometristas, Hicks et al. deseaban crear una unificación de ideas para guiar a futuros editores y revisores de trabajos científicos.

#### DORA
Dos años antes del manifiesto se publicó la Declaración de San Francisco sobre Evaluación de la Investigación (DORA).  DORA nació de la observación de que las organizaciones e instituciones de investigación más pequeñas podían verse afectadas negativamente por sus índices métricos de calidad.  Según Hicks et al., tanto las métricas científicas como las tasas de citas se utilizan en exceso y con un sesgo parcial para la clasificación de la calidad universitaria, y por lo tanto, la calidad de sus resultados de investigación. 

#### Factor de impacto
El denominado factor de impacto, creado originariamente por Eugene Garfield como método para que los bibliotecarios recopilasen datos que facilitaran la selección y compra de las revistas, ahora se utiliza principalmente como método para juzgar la calidad de las revistas.  Esto es visto por Hicks et al. como un abuso de los datos para examinar la investigación demasiado apresuradamente.

## Principios
Compuesto por diez principios concisos, junto con una descripción de cada uno, el Manifiesto de Leiden tiene como objetivo reconstruir la forma en que se realizan las evaluaciones de investigación por parte de editoriales académicas e instituciones científicas.
Los diez principios del Manifiesto de Leiden son los siguientes:
1. La evaluación cuantitativa debe respaldar la evaluación cualitativa y experta.
2. Medir el desempeño en relación con las misiones de investigación de la institución, grupo o investigador.
3. Proteger la excelencia en la investigación relevante a nivel local.
  - Es decir, permitir que la investigación que se lleva a cabo en un área o campo determinado aparezca en la publicación local correspondiente, en lugar de priorizar revistas de alto impacto.[11]
4. Mantener la recopilación de datos y los procesos analíticos abiertos, transparentes y sencillos.
5. Permitir que los evaluados verifiquen los datos y el análisis.
6. Tener en cuenta la variación por campo en las prácticas de publicación y citación.
  - La revisión por pares y la tasa de citas pueden variar enormemente en diferentes disciplinas, por ejemplo, "las revistas mejor clasificadas en matemáticas tienen factores de impacto de alrededor de 3; las revistas mejor clasificadas en biología celular tienen factores de impacto de alrededor de 30".[12]
7. Basar la evaluación de los investigadores individuales en un juicio cualitativo de su producción.
8. Evitar la concreción fuera de lugar y falsa precisión.
  - Según Hicks et al., el uso de indicadores científicos puede preceder a suposiciones sólidas que no son necesariamente correctas. Por ejemplo, cuando se observa a un científico específico, una baja tasa de citas puede llevar al investigador a asumir una baja calidad de la investigación, que es implicando causalidad a partir de correlación. Proporcionar aclaraciones, así como múltiples indicadores sólidos, puede reducir la concreción.[1]
9. Reconocer los efectos sistémicos de la evaluación y los indicadores.
10. Examinar y actualizar regularmente los indicadores.

## Texto original en inglés
1. Quantitative evaluation should support qualitative, expert assessment.
2. Measure performance against the research missions of the institution, group, or researcher.
3. Protect excellence in locally relevant research. [13]
4. Keep data collection and analytical processes open, transparent, and simple.
5. Allow those evaluated to verify data and analysis.
6. Account for variation by field in publication and citation practices. [14]
7. Base assessment of individual researchers on a qualitative judgement of their portfolio.
8. Avoid misplaced concreteness and false precision.
9. Recognize the systemic effects of assessment and indicators.
10. Scrutinize indicators regularly and update them.